# へそ丸
へそ丸 (へそまる) 北海道富良野市のご当地キャラクター (ゆるキャラ) である。へそ丸くん、へそ丸君 (へそまるくん) とも呼ばれる。

## 概要
設定では1969年8月15日生まれ、男性。北海へそ祭り公式キャラクターである。
ゆるキャラとしては、2011年7月の第43回北海へそ祭りでお披露目された。
北海へそ祭りのPRを行っているほか、2014年3月9日に福島県本宮市で行われた「復興の集い2014「復興祈念行事」」に本宮市の「まゆみちゃん」、埼玉県上尾市の「アッピー」、群馬県渋川市の「いしだんくん」と共に参加した。
2016年8月11日、LINEスタンプ配信が開始された。

## 主な活動
- 北海へそ祭りのPR[5]